# Károly Ágost szász–weimar–eisenachi nagyherceg
Károly Ágost szász–weimar–eisenachi nagyherceg (Weimar, 1757. szeptember 3. – Graditz (Torgau mellett), 1828. június 14.) Szász–Weimar–Eisenachi Nagyhercegség első uralkodója, porosz vezérőrnagy (Generalmajor).
Károly Ágost udvara az európai kulturális élet egyik központja volt, itt dolgozott például Johann Wolfgang von Goethe is.

## Származása, ifjúsága
Károly Ágost volt II. Ernő Ágost szász–weimar–eisenachi herceg és Anna Amália braunschweig–wolfenbütteli hercegnő legidősebb fia.
Az apja halála után az anyja 1775. szeptember 3-ig volt a két hercegség régensnője.
Károly Ágost 1775. október 3-án Karlsruheban vette feleségül Lujza hessen–darmstadti hercegnőt (1757–1830).

## Élete
1790-ben magyar nemesek felajánlották a Szent Koronát Károly Ágostnak. Goethe tanácsa szerint is nem elfogadta.
1801-től Károly Ágost  szeretője Karoline Jagemann (1777–1848) színésznő volt.